# لی بارچفسکی
لی بارچفسکی (انگلیسی: Leigh Barczewski؛ زادهٔ ۲۵ دسامبر ۱۹۵۵) دوچرخه‌سوار اهل ایالات متحده آمریکا است. وی در بازی‌های المپیک تابستانی ۱۹۷۶ شرکت کرده است.